# Lijst van rijksmonumenten in Eenrum
De plaats Eenrum telt 24 inschrijvingen in het rijksmonumentenregister. Hieronder een overzicht. 
| Object                                                      | Oorspronkelijke functie?  | Bouwjaar                                                           | Architect                                          | Locatie               | Coördinaten?                  | Nr.?   | Afbeelding                                  |
| ----------------------------------------------------------- | ------------------------- | ------------------------------------------------------------------ | -------------------------------------------------- | --------------------- | ----------------------------- | ------ | ------------------------------------------- |
| Streekster End                                              | Boerderij                 |                                                                    |                                                    | Eenrumerstreek 1      | 53° 21' 49" NB, 6° 26' 51" OL | 14536  | Meer afbeeldingen                           |
| Den Oever                                                   | Boerderij                 | 1467 (linker deel voorhuis) 1661 (verb.) 1725 (verb.) 1953 (verb.) |                                                    | Eenrumerstreek 8      | 53° 22' 32" NB, 6° 26' 34" OL | 14537  | Den Oever                                   |
| Pand onder hoog zadeldak tussen topgevels                   | Werk-woonhuis             | 19e eeuw                                                           |                                                    | Havenstraat 7         | 53° 21' 54" NB, 6° 27' 28" OL | 14538  | Meer afbeeldingen                           |
| Pand zonder verdieping onder schilddak                      | Woonhuis                  |                                                                    |                                                    | Hereweg 1             | 53° 21' 49" NB, 6° 27' 38" OL | 14539  | Pand zonder verdieping onder schilddak      |
| Pand onder zadeldak tegen topgevel met vlechtingen          | Werk-woonhuis             | 1813                                                               |                                                    | Hoogstraat 9          | 53° 21' 55" NB, 6° 27' 37" OL | 14540  | Meer afbeeldingen                           |
| Hoekpand onder hoog zadeldak tussen topgevels               | Woonhuis                  | 1699                                                               |                                                    | Hoogstraat 2          | 53° 21' 54" NB, 6° 27' 33" OL | 14541  | Meer afbeeldingen                           |
| Dorpshuis                                                   | Woonhuis                  |                                                                    |                                                    | Oudeschoolgang 3      | 53° 21' 55" NB, 6° 27' 35" OL | 14542  | Meer afbeeldingen                           |
| Pand onder hoog zadeldak met wolfseinden boven de zijgevels | Werk-woonhuis             | 1850-1900                                                          |                                                    | Hoogstraat 6          | 53° 21' 55" NB, 6° 27' 36" OL | 14543  | Meer afbeeldingen                           |
| Gietijzeren pomp                                            | Straatmeubilair           | 1859                                                               |                                                    | bij Hoogstraat 3      | 53° 21' 53" NB, 6° 27' 35" OL | 14544  | Meer afbeeldingen                           |
| Pand zonder verdieping onder breed schilddak                | Werk-woonhuis             | 19e eeuw                                                           |                                                    | Kerkbuurt 3           | 53° 21' 52" NB, 6° 27' 39" OL | 14545  | Meer afbeeldingen                           |
| Pand zonder verdieping onder laag schilddak                 | Woonhuis                  | 19e eeuw                                                           |                                                    | Kerkbuurt 4           | 53° 21' 54" NB, 6° 27' 40" OL | 14546  | Pand zonder verdieping onder laag schilddak |
| Gietijzeren pomp                                            | Straatmeubilair           |                                                                    |                                                    | bij Kerkbuurt 3       | 53° 21' 54" NB, 6° 27' 38" OL | 14547  | Meer afbeeldingen                           |
| Hervormde kerk                                              | Kerk en kerkonderdeel     | eind 13e eeuw 1953-'57 (rest.)                                     |                                                    | Kerkpad 1             | 53° 21' 53" NB, 6° 27' 38" OL | 14548  | Meer afbeeldingen                           |
| Hervormde kerk, toren                                       | Kerk en kerkonderdeel     | 1646-'52 1953-'57 (rest.)                                          |                                                    | Kerkpad 1             | 53° 21' 53" NB, 6° 27' 37" OL | 14549  | Meer afbeeldingen                           |
| De Lelie                                                    | Industrie- en poldermolen | 1862 1903 (verb.) 1957-'58 (herst.) 1980-'81 (rest.)               | H. ten Have Chr. Bremer (1957-'58)                 | Molenstraat 3         | 53° 21' 57" NB, 6° 27' 30" OL | 14550  | Meer afbeeldingen                           |
| Herenhuis onder schilddak met omlijste ingang               | Woonhuis                  | ca. 1875                                                           |                                                    | Oudekerkhofpad 2      | 53° 21' 54" NB, 6° 27' 36" OL | 14551  | Meer afbeeldingen                           |
| Havenkom met gemetselde walkanten                           | Waterweg, werf en haven   | 19e eeuw                                                           |                                                    | Havenstraat           | 53° 21' 52" NB, 6° 27' 21" OL | 14552  | Havenkom met gemetselde walkanten           |
| Gietijzeren pomp                                            | Straatmeubilair           |                                                                    |                                                    | bij Oudeschoolgang 1  | 53° 21' 55" NB, 6° 27' 34" OL | 14565  | Meer afbeeldingen                           |
| Hervormde begraafplaats, hek                                | Begraafplaats en -onderdl | ca. 1900                                                           |                                                    | bij Kerkhofslaan 2    | 53° 21' 47" NB, 6° 27' 44" OL | 509491 | Hervormde begraafplaats, hek                |
| Onderwijzerswoning annex kosterswoning                      | Dienstwoning              | verm. ca. 1875 verm. na 1924 (verb.)                               |                                                    | Hereweg 4             | 53° 21' 48" NB, 6° 27' 40" OL | 509501 | Meer afbeeldingen                           |
| Dokterspraktijkwoning met koetshuis                         | Werk-woonhuis             | 1873 1936 (verb.) 1964 (verb.)                                     | J.F. Scheepers K.G. Olsmeijer en P. Sijpkes (1964) | Hereweg 9             | 53° 21' 46" NB, 6° 27' 38" OL | 509505 | Meer afbeeldingen                           |
| Grote Greeden                                               | Boerderij                 | 1841 (schuur) 1910 1937 (uitbr.) 1943 (uitbr.) 1948 (uitbr.)       | W. Reitsema (1937)                                 | Aagtsweg 1            | 53° 21' 35" NB, 6° 27' 6" OL  | 509510 | Upload foto                                 |
| Woonhuis met aangebouwde schuur                             | Woonhuis                  | 1888                                                               |                                                    | Hereweg 8             | 53° 21' 46" NB, 6° 27' 41" OL | 509511 | Meer afbeeldingen                           |
| Linum                                                       | Dienstwoning              | ca. 1920 1979 (verb.)                                              | D. Bosman                                          | Mensingeweersterweg 9 | 53° 21' 36" NB, 6° 27' 44" OL | 509514 | Meer afbeeldingen                           |